# Cispadaanse Republiek
De Cispadaanse Republiek was een door Napoleon Bonaparte in 1796 het leven geroepen staat in Noord-Italië. Cispadaans betekent aan deze kant van de Po. Aan de andere kant van die rivier lag de Transpadaanse Republiek.
De Franse troepen vielen op 13 oktober 1796 het Hertogdom Modena en Reggio binnen en Modena, Ferrara en Bologna werden elk tot republiek uitgeroepen. Op het congres van 16 tot 18 oktober werd de Cispadaanse Federatie geschapen en op 28 december de Cispadaanse Republiek. Bologna was de hoofdstad ervan.
De Cispadaanse Republiek was geen lang leven beschoren. Het land werd namelijk al op 30 juni 1797 met de Transpadaanse Republiek en Novara samengevoegd tot de Cisalpijnse Republiek.
- Gemeinsame Normdatei: 4340083-8
- Virtual International Authority File: 235647389
- WorldCat: E39PBJvCJJw9TRKYMwJjhBxhpP